# 로열 나이츠
로열 나이츠는 디지털 몬스터에 등장하는 가공의 단체이다.

## 개요
디지털 몬스터 시리즈에는 디지몬들이 네트워크에 퍼져있는 데이터를 토대로 독자적인 사회를 형성했다는 설정이 있다. 네트워크에 퍼진 데이터, 즉 인간세상의 신화・전설 속에 존재하는 단체를 모티브로한 단체가 디지털 월드에 다수 존재하는데, 로열 나이츠 또한 그러한 그룹 중 하나로 원탁의 기사를 모티브로 삼고 있다. 단, 각각의 멤버가 가웨인이나 란슬롯과 같은 특정인물을 모티브로 하지는 않았으며, 기본적으로 디지털 몬스터 시리즈의 독자적인 슈퍼 히어로 팀으로 생각하면 된다.
처음에 이 기사단의 존재와 소속이 발표된 것은『디지몬 테이머즈 (2001년)』에 등장한 듀크몬이 시초였다. 그 후로, '디지몬 어드벤쳐'의 TV스페셜『우리들의 워게임』에 등장했던 오메가몬,『디지몬 어드벤처02』에 등장했던 매그너몬 등이 구성원에 추가되었다. 이후로, 매년 1개체 정도의 페이스로 순차적으로 발표되었으며, 2014년 8월 현재까지 13개체중 13개체 모두가 발표된 상태이다.
작품 속에서 강하기도 강하지만, 팬들한테 인기가 많아서 펜들럼X나 디지몬 엑셀 등 애니메이션과 독립하여 전개되는 상품군에서는 기사단에 소속된 멤버가 높은 빈도로 등장한다.

## 기본 설정
네트워크 세큐리티의 정점, 혹은 수호신이라 불리는 13명의 성기사형 디지몬들을 지칭한다. 예언서 속에 등장하는 존재로 디지털 월드에 중대한 위기가 닥쳤을 때에 예언에 이끌려 모일 것이라 적고 있다. 절대적인「선」이 아니라, 각자 스스로가 믿는「정의」에 따라서 행동하기 때문에 때때로 내분도 있다. 평상시에 실질적으로 조직적인 활동을 하고 있는 것은 아니지만, 네임벨류가 크기 때문에 일원이라고 사칭하는 디지몬도 있을 정도.

## 구성원
로열 나이츠 전원을 포함해“공백의 자리”의 주인이라 불리는 알파몬(비공식)까지 12체가 존재한다고 밝혀져 있다. 2014년 8월 현재 12체가 전부 밝혀졌다. 멤버의 공통점은 타입이 성기사형이라는 것이며(그렇다고 성기사형이라고 전부 로열 나이츠인것은 아니다), 네트워크를 수호하기 위한 존재임에도 바이러스종 디지몬이 2체나 포함되어 있다. 상정된 "적"이 디지몬 이외의 존재이기 때문인지, 아니면 단순히 여러 상황에 대응하기 위해 배려한 것인지는 불명확하다. 기본적으로 인간형이지만, 슬레이프몬, 엑자몬과 같은 예외도 있다.
- 오메가몬-토탈 밸런스의,'최후'를 대표하는 기사, 워그레이몬과 메탈가루몬의 힘이 합쳐진 디지몬, 왼손에는 '그레이 소드', 오른손에는 '가루루캐논'이 장착되어 있다.
- 매그너몬
- 듀크몬
- 듀나스몬-비룡의 기사.
- 로드 나이트몬-나이트몬의 진화형 아름다움을 정의라 여긴다. 듀크몬에 이어 두번째 바이러스종이다.
- 알포스브이드라몬
- 알파몬-그레이드몬의 진화형. 성기사를 억제하는 기능을 하고,이름은 있으나 결코 존재하지 않는다는 기사 궁극의 힘 '알파 인포스'로 이론상 무적
- 크래니어몬-이그드라실이 특수 코팅한 '블랙디지조이드'로 무장.로열 나이츠에서의 '임무 달성률'은 그 누구보다 높다
- 슬레이프몬-치린몬의 진화형. 북유럽 신화의 '슬레입니르'에서 유래한 디지몬
- 듀프트몬 -'굴지의 전략가'로 불리는 디지몬
- 엑자몬-'드래곤족의 황제'라 불리는 디지몬
- 간쿠몬- 유일하게 인간형태를 한 디지몬
- 제스몬-세이비어해크몬의 진화형, 새로운 '디지몬 어드벤쳐 트라이'에 새로 나온 로얄나이츠.

## 작품 속에서의 역할
위에 서술한대로 설정상 로열 나이츠인 디지몬이라도 작품 속에서 반드시 로열 나이츠인 것은 아니다.
당초에 애니메이션 주연급이었던 디지몬이 구성원에 포함되는 관계상,「정의의 사자」로서 등장하는 일도 많았지만 요즘 들어서는 특히 '로열 나이츠'로 등장하는 경우 악역이 되는 경우가 많다 (사실『디지몬 프론티어』, 『디지몬 크로니클』, 『DIGITAL MONSTER X-evolution』, 『디지몬 세이버즈』등, 애니메이션・만화작품에서 일방적인 악이라고는 하기 힘들지만, 알파몬을 제외하고는 전부 적이다).

### 디지몬 프론티어
종반에 로드 나이트몬, 듀나스몬이 등장한다. 루체몬에게 리얼월드로 가는 키를 받는 대가로 디지털 월드의 모든 대지의 디지코드를 빼앗아간다. 그외에도 다른 멤버가 있다는 듯한 대사를 하지만 등장하지는 않는다.
- 예외적으로 17화의 아키바마켓의 무기상점에 듀크몬이 잠깐 등장한다. 하지만 이를 로열 나이츠로 취급해야할지는 정확하지 않다.

### 디지몬 크로니클
오메가몬, 듀크몬, 알파몬이 등장한다. 이그드라실의「프로젝트 아크」의 X프로그램에 죽지 않고 오히려 그것을 받아들여 X항체를 만들어내 X진화를 이룬 디지몬들을 이분자 취급하며 제거한다. 이 X디지몬들의 제거는 이그드라실의 명령이었지만, 명령에 충실히 움직인 것은 오메가몬뿐이며 듀크몬은 X디지몬을 시험하는 듯한 행동을 보였다. 알파몬은 종반에 등장하며 다른 멤버들은 어떠했는지는 불명.

### DIGITAL MONSTER X-evolution
오메가몬, 듀크몬, 매그너몬, 로드 나이트몬, 알파몬이 등장했다 (로드 나이트몬은 목소리만 출연). 이 작품은 기본적으로 디지몬 크로니클을 토대로 삼고 있어 로열 나이츠의 역할은 크로니클과 하등 다를 바가 없다.

### 디지몬 세이버즈
이그드라실의 명령으로 인간계를 소멸시키고자 움직인다. 그때문에 주인공들과 대립하는데 영상작품으로는 가장 많은 로열 나이츠가 출연했지만 첫등장이 40화 중반이었던데다가, 하나하나 비중있게 다루지 않고 크래니엄몬, 슬레이프몬, 듀크몬 외에는 비중있게 다루지 않았다. 주인공과 대립하는 측면이었기에 조금 심하게 다뤄진 점도 적지 않다.
- 듀프트몬이 첫 등장했다.

### 디지몬 크로스워즈
오메가몬이 나오긴 하지만,이를 로열 나이츠로 분류하지는 않는다.